# Schmelzsicherungsschraube

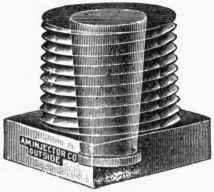
Schmelzsicherungsschraube in einer Darstellung aus dem Jahre 1919

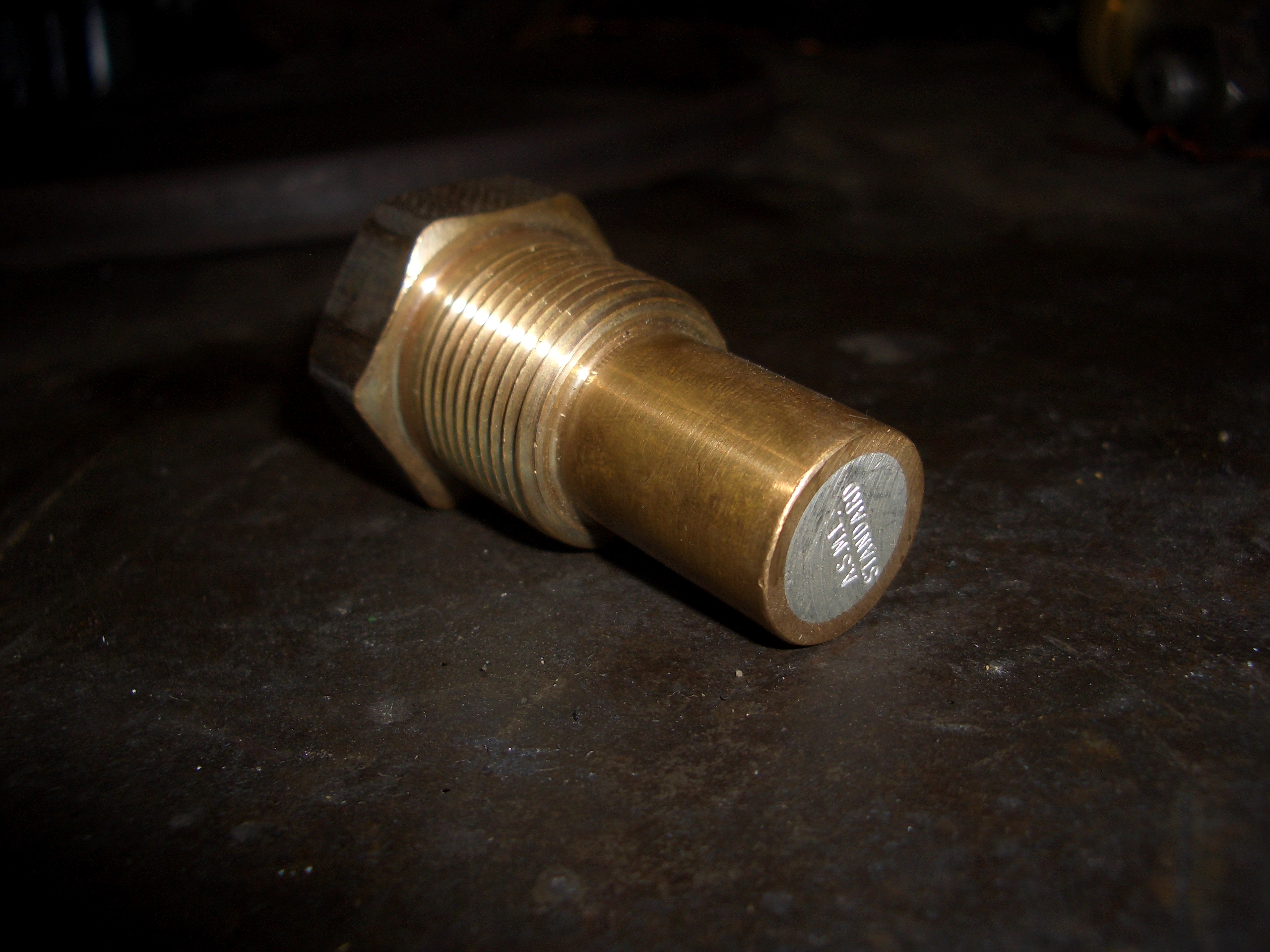
Schmelzsicherungsschraube der Kessel der Dampflokomotiven der Omaha Zoo Railroad

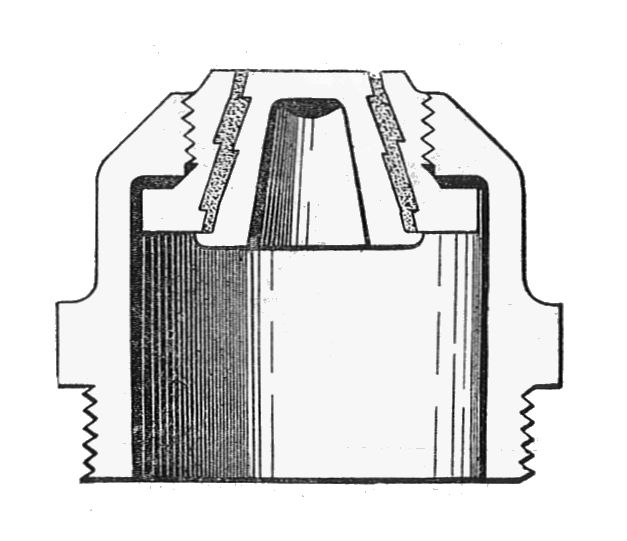
Schmelzsicherungsschraube mit Kern im Schnitt – erst wenn das Lot vollständig geschmolzen ist, fliegt der Kern heraus.

Die Schmelzsicherungsschraube (auch Schmelzstopfen) ist ein Sicherheitsmechanismus für Druckgefäße. 
Schmelzsicherungsschrauben bestehen typischerweise aus Bronze, Messing oder Rotguss und besitzen ein konisches Loch. Das Loch ist zugelötet. Bei Erreichen der Schmelztemperatur des Lotes öffnet die Schraube und das unter Druck stehende Medium strömt aus.

## Anwendungen
- Dampfkessel
- Klimaanlagen
- Transport und Aufbewahrung von Flüssiggas (ein langsames, kontrolliertes Entweichen ist besser als eine Explosion (siehe auch BLEVE))
- Strömungskupplungen in EX-Bereichen (bei Überlast erwärmt sich die Betriebsflüssigkeit, die Schmelzsicherungsschraube lässt die Betriebsflüssigkeit entweichen und trennt so den Antriebsmotor von der Arbeitsmaschine)[2]
- Flugzeugreifen (bei überhitzten Bremsen steigt der Druck im Reifen stark an. Die Schmelzsicherungsschraube lässt den Druck entweichen und verhindert damit eine Explosion des Reifens. Das entweichende Gas kühlt dabei außerdem die überhitzten Bremsen)

## Gefahren

### Allgemein
Das Lot verändert sich mit der Zeit. Der Schmelzpunkt kann folglich steigen und somit die Schmelzsicherungsschraube wirkungslos machen.
In der Folge wurden reine Metalle (Zinn) als Lote eingesetzt, das Material des Metallzylinders optimiert (zinkfreie Kupferzinn-Bronze) und der regelmäßige Austausch vorgeschrieben.
Unter Umständen schmilzt das Lot nicht vollständig. Die Schmelzsicherung wird dadurch undicht statt die Bohrung vollständig freizugeben. Dadurch kann das Auslösen der Schmelzsicherung unbemerkt bleiben.
In anderen Anwendungen können mehrere Schmelzsicherungsschrauben vorgeschrieben sein.
Zusätzlich zur Schmelzsicherungsschraube kann ein thermischer Schalter angebracht sein.

### Dampfloks/Dampfkessel
Die Öffnung, die das geschmolzene Lot freigibt, reicht nicht aus, um den Druck im Dampfbehälter abzubauen. Sobald die Schmelzsicherungsschraube auslöst, muss das Feuer unter dem Kessel entfernt oder gelöscht werden. Wird das Auslösen der Schmelzsicherungsschraube nicht bemerkt oder das Feuer nicht entfernt, kann es zur Dampfkesselexplosion kommen. Bei Lokomotiven wurde die Schmelzsicherungsschraube daher im Bereich der Feuerbüchse eingebaut, damit das ausströmende Kesselwasser möglichst die Feuerung löscht.

## Alternativen
- Thermische Schalter